# John Scofield
John Scofield (Dayton, Ohio, 26 de dezembro de 1951) é um guitarrista e compositor norte-americano.
John começou a tocar guitarra aos 11 anos de idade.
Após conhecer a música de Wes Montgomery, Jim Hall e Pat Martino começou a se interessar por jazz. De 1970 a 1973 estudou no afamado Berklee College of Music em Boston.
Entre seus professores estava Gary Burton, com o qual ele tocou no futuro. Após ficar conhecido como membro da banda de Billy Cobham e George Duke tocou com vários nomes de peso tais como Jaco Pastorius, Charles Mingus, Herbie Hancock, Chick Corea, Joe Henderson, Pat Metheny, Gerry Mulligan, McCoy Tyner, Jim Hall e Chet Baker.
Entre 1982 e 1986 tocou com Miles Davis.
Em seu disco "Überjam", de 2002, ao final da faixa "Offspring", pode-se ouvir o trecho inicial da canção "Adeus Maria-Fulô", como gravado pela banda brasileira Os Mutantes, em seu disco de estreia, "Os Mutantes", de 1968.

## Web Links
- Offizielle Website